# Rudy Bourgarel
Rudy Bourgarel (* 27. August 1965 in Baie-Mahault) ist ein ehemaliger französischer Basketballspieler.

## Leben
Bourgarel stammt aus dem französischen Überseegebiet Guadeloupe. Er begann erst mit 17 Jahren mit dem Basketball. Der 2,13 Meter große Innenspieler gab in der Saison 1984/85 beim Pariser Verein Stade Français seinen Einstand in der Ligue Nationale de Basket, der höchsten Spielklasse Frankreichs.
Von 1985 bis 1988 studierte Bourgarel am Marist College im US-Bundesstaat New York. Die besten statistischen Werte seiner Hochschulzeit erreichte der Franzose in der Saison 1987/88 (10,7 Punkte, 6,8 Rebounds, 1,5 Blocks/Spiel). Er war damit in diesem Spieljahr in allen drei Wertungen zweitbester Marist-Spieler, jeweils hinter dem Niederländer Rik Smits. Bourgarels Ziel, am Draftverfahren der NBA teilzunehmen, zerschlug sich, da er die Zusage gegeben hatte, für Frankreichs Nationalmannschaft zu spielen. Er zog diese Zusage zwar zurück, musste aber nach Frankreich zurückkehren, weil er zum Wehrdienst eingezogen wurde. Diesen musste er schließlich nicht ableisten, verpasste aber aufgrund der Rückkehr nach Frankreich die Möglichkeit, bei NBA-Mannschaften vorzuspielen.
Bourgarel spielte von 1988 bis 1990 beim französischen Erstligisten Paris Basket Racing und 1990/91 in derselben Liga kurzzeitig bei Saint-Quentin. Von 1991 bis 1993 war er vereinslos, in der Saison 1993/94 spielte er eine Partie für den Zweitligisten RC Toulouse.
Er bestritt 19 Länderspiele für Frankreich. Bourgarel nahm mit der Mannschaft 1988 am Turnier in Rotterdam teil, bei dem die Startplätze für die Olympischen Spiele im selben Jahr ausgespielt wurden, verpasste mit Frankreich jedoch den Sprung zu Olympia.

## Privatleben
Bourgarel ist der Vater von Rudy Gobert. Er verließ die Familie, als sein Sohn drei Jahre alt war und kehrte nach Guadeloupe zurück.